# YMCA (chanson)
Pour les articles homonymes, voir YMCA.
Singles de Village People
Macho Man
(1978) Go West
(1979)
YMCA est une chanson disco du groupe Village People, en référence à la Young Men's Christian Association (litt. « Union Chrétienne des Jeunes Hommes »), un mouvement de jeunesse chrétien, exclusivement masculin jusque dans les années 1970, fondé en 1844 par George Williams (1821-1905).

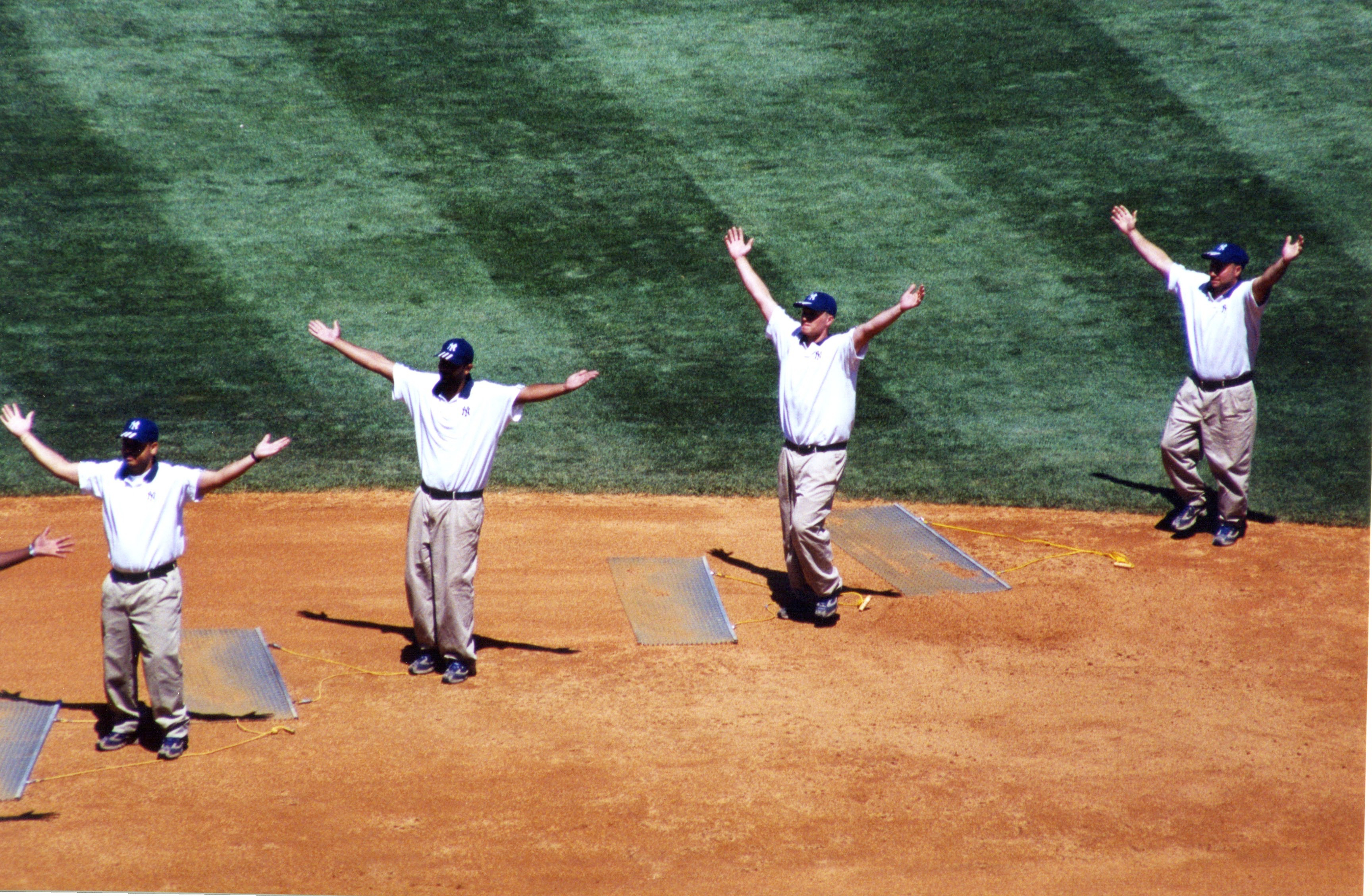
Hommes dansant sur YMCA, les bras tendus en l'air, ils imitent la lettre Y.

Sortie en single en 1978, la chanson est extraite de l'album Cruisin' (1978). Elle a été composée par Jacques Morali, Henri Belolo (les producteurs français du groupe) et Victor Willis (alias le policier). YMCA a remporté un franc succès et est devenue une chanson phare de la période disco.
Elle devient en 2025 un hymne de l'amérique trumpiste.

## Accueil
Présente dans les bacs dès novembre 1978, écrite par des français, elle atteint la première place des charts au Royaume-Uni le 6 janvier 1979. Elle est ainsi contemporaine de Born to Be Alive du chanteur français Patrick Hernandez, sortie également en novembre 1978 mais aussi de Rockollection, œuvre d'un autre chanteur français, Laurent Voulzy, sortie en 45 tours en mars 1977.

## Polémiques

### Interprétations des paroles
Souvent[réf. nécessaire] comprise au premier degré, la chanson est un éloge du mouvement Young Men's Christian Association.
Le refrain comprend des paroles comme : « They have everything for young men to enjoy, you can hang out with all the boys » (« Ils ont tout ce qui plaît aux jeunes hommes, vous pouvez passer du temps avec tous les mecs »).
Dans la culture gay dont est issu le groupe des Village People, la chanson a été comprise comme célébrant la réputation de la YMCA en tant que lieu de rencontres pour les homosexuels, en particulier pour les jeunes hommes auxquels s'adressait l'association.
Au cours d’un entretien en 2007, le représentant en communication de Victor Willis (habillé en policier stéréotypé dans le clip de la chanson) a affirmé que ce dernier n'avait pas écrit la chanson pour évoquer délibérément la drague gay à la YMCA, mais simplement pour parler des divertissements et des activités entre amis dans ce cadre. La chanson a été comprise comme reposant sur ce sous-entendu en raison de l'homosexualité de plusieurs membres du groupe et de leurs liens avec la culture LGBT. Willis a réitéré ces affirmations en 2014. Cette affirmation a cependant été contestée : elle constitue un épisode d'un contentieux de longue date entre les membres du groupe au sujet de leurs liens avec la culture LGBT. Jacques Morali, co-créateur du groupe avec Henri Belolo, était homosexuel, et Belolo indique dans un documentaire tourné en 2013, Secret Disco Revolution, que la chanson YMCA était pour Morali un manifeste de fierté homosexuelle doublé d'un exercice de sous-entendus. 
Le titre de l'album dont fait partie la chanson, Cruisin', utilise le verbe « to cruise » qui signifie « faire une croisière » mais aussi, familièrement, « draguer ».

### Succès commercial et droits d’auteur
Le chanteur Victor Willis a obtenu en 2015 gain de cause devant les tribunaux américains quatre ans après s'être lancé en 2011 dans une procédure judiciaire pour demander 50 % des droits d'auteur de plusieurs chansons du groupe, dont YMCA. Le jury lui a accordé pas moins de 50 % des droits d'auteur et a estimé qu‘Henri Belolo n'avait « joué qu'un rôle mineur dans l'écriture » des 13 chansons concernées par cette procédure. Après sa victoire, il a déclaré être « content que le monde sache à présent que YMCA est un titre américain, et non français ». Parmi les autres chansons qu'il a co-écrites figure In the Navy. Il réclame 30 millions de dollars de dédommagement. Crédité depuis 2012 comme étant l'un des trois co-auteurs, il n'avait reçu qu'entre 12 et 20 % des droits d'auteur.

## Postérité
La chanson a été reprise (voire parodiée) de nombreuses fois.
- Une version ska punk par le groupe basque Skunk.
- Une version merengue/rap par Papi Sánchez.
- Une adaptation en français par les Schtroumpfs : Moi j'aime danser.
- Une adaptation en français par Pigloo : Moi j'aime skier[8].
- Une adaptation en français par Francky Vincent : Moi j'aime scier[8] en 2010.
- La parodie Chez les pédés des Bidochons sur l'album Saturday Night Bidochons.
- Une version au Japon par Razor Ramon Hard Gay : Young Man.
- Une version en cantonais par George Lam[9].
- La chanson est échantillonnée par Diva Surprise (feat. Georgia Jones) sur le titre On The Top Of The World en 1998.
- Une version remixée signée Danny Jacob intitulée OWCA pour la série d'animation de Disney Channel Phinéas et Ferb en 2013.
- La chanson est rechantée par Ray Simpson (qui a remplacé Willis) dans le film où joue le groupe, Rien n'arrête la musique en 1980. C'est là qu'apparaît une chorégraphie avec les bras des danseurs tendus dans les airs qui imitent successivement les quatre lettres du titre.
- La chanson est utilisée dans le film Wayne's World 2 en 1993.
- La chanson est utilisée par l'humoriste belge Jérôme de Warzée dans le sketch Le mariage homosexuel lors du Montreux Comedy Festival en 2012[10].
- La chanson est utilisée dans le film Moi, moche et méchant 2 en 2013 par les Minions, qui en changent les paroles pour l'adapter à leur langage[11].
- Le président américain Donald Trump utilise le titre sur scène lors de ses campagnes électorales de 2020[12] et de 2024[13], sans payer aucun droit[14].
- La chanson est jouée par l'orchestre symphonique du Vatican avant la première prière du nouveau pape Léon XIV en mai 2025[15]